# Lakahahmen
Lakahahmen (Leq'á:mel, Leq'á:mel First Nation, LFN), jedna od suvremenih bandi Stalo Indijanaca, oko 22 km istočno od Missiona u kanadskoj provinciji Britanska Kolumbija.
Imaju nekoliko manjih rezervi od kojih im dvije služe za groblja: Aylechootlook 5, Holachten 8, Lackaway 2, Lakahahmen 11, Lakway Cemetery 3, Papekwatchin 4, Pekw'xe:Yles (Peckquaylis), Skweahm 10, Sumas Cemetery 12, Yaalstrick 1, Zaitscullachan 9. 
Populacija 2012 iznosi 367.